# РТР-Планета
«РТР-Планета» (Российское телевидение и радио — Планета; «Россия РТР» для стран СНГ и Азиатско-Тихоокеанского региона, «Planeta RTR» для остальных стран, в эфире упоминается как РТР) — общероссийский государственный международный телеканал. Вещает круглосуточно из Москвы. Входит в состав ВГТРК. Начал вещание 1 июля 2002 года.

## История
- 30 июня 2002 года на пресс-конференции генеральный директор ВГТРК Олег Добродеев сообщил о начале вещания с 1 июля нового канала «РТР-Планета»[3][4].
- 1 июля 2002 года началось вещание со спутника «Экспресс-3А»[5]. До этого момента транслировался телеканал РТР с зарубежной рекламой.
- В октябре 2003 года «РТР-Планета» началось вещание на Украине[6].
- 1 июня 2004 года компания «TeleDixi» начала вещание телеканала «РТР-Планета» в Молдавии вместо «России»[7].
- 3 июня 2005 года молдавская версия телеканала «РТР-Планета» была заменена на «СТС TV Dixi»[8].
- 29 декабря 2005 года стало известно о том, что с 1 января 2006 года в кабельных сетях Таллина будет прекращено вещание российских каналов, включая «РТР-Планета»[9]. 2-4 января 2006 года телеканал не вещал[10][11].
- 6 марта 2006 года началось вещание телеканала «РТР-Планета» в Бангкоке Таиланда.
- 11 марта 2006 года — с эфира телеканала «Россия» снят выпуск программы «Формула власти» с участием президента Украины Виктора Ющенко, вместо него было показано интервью с премьер-министром Индии Манмоханом Сингхом. Интервью с Ющенко, тем не менее, было показано на «РТР-Планете»[12].
- 15 апреля 2006 года прекращено вещание телеканала в социальном пакете киевской кабельной сети «Воля»[13].
- 26 декабря 2006 года — власти Азербайджана пригрозили отключить вещание телеканала с 1 января 2007 года[14].
- 10 июля 2007 года — вещание телеканала в Азербайджане продлено на один месяц[15].
- 20 августа 2007 года — вещание телеканала в Азербайджане продлено до начала сентября[16].
- 1 января 2008 года — вещание телеканала в Азербайджане прекращено[17].
- 22 января 2008 года — председатель Национального совета Азербайджана по телевидению и радио Нушираван Магеррамов заявил, что вещание телеканала будет восстановлено, если Россия в обмен будет транслировать один из азербайджанских каналов на территории, равной по площади Азербайджану[18].
- 29 мая 2008 года — Национальная телекомпания Украины выразила намерение добиваться лишения лицензии «РТР-Планеты» из-за трансляции конкурса «Евровидение» параллельно с Первым национальным каналом, владеющим эксклюзивными правами на его трансляцию на территории страны[19].
- 1 июля 2008 года на основе версии «РТР-Планета» для СНГ, минская телекомпания «Столичное телевидение» запустила в Белоруссии телеканал «РТР-Беларусь»[20]. До этого в стране вещал телеканал «Россия» с местной рекламой и некоторым собственным контентом[21].
- 22 июля 2008 года — Национальный совет Украины по вопросам телевидения и радиовещания предупредил несколько российских каналов, в том числе и «РТР-Планету», о намерении оценить правомерность их нахождения в кабельных сетях Украины[22].
- 8 августа 2008 года прекращено вещание телеканала в Тбилиси, а 9 августа — во всей Грузии[23].
- В сентябре 2008 года «РТР-Планета» началось вещание в Белоруссии в пакете «Премьера» IPTV-телевидения оператора «Белтелеком»[24].
- 1 ноября 2008 года — согласно решению НСТР Украины, прекращено вещание «РТР-Планета» и ещё нескольких российских каналов[25], однако власти Запорожья[26] и Севастополя[27] отказались выполнять это распоряжение.
- 21 января 2009 года — власти Таджикистана пригрозили отключить вещание телеканала[28].
- 2 февраля 2009 года в Прибалтике «РТР-Планета» был заменен балтийской версией[29].
- 2 марта 2009 года вещание телеканала в Таджикистане было прекращено[30] и возобновлено через несколько дней[31].
- 2 апреля 2009 года вещание телеканала в Таджикистане вновь прекращено[32].
- 1 апреля 2009 года «Первый канал. Всемирная сеть», «РТР-Планета», «НТВ Мир», «РЕН ТВ» и «TVCi», прекратили вещание телеканала в кабельных сетях Белоруссии[33].
- 12 октября 2009 года — НСТР Украины сообщил о поступившем к ним письме ВГТРК, в котором компания заявила о создании адаптированной к украинскому законодательству версии телеканала и выразила желание восстановить вещание «РТР-Планеты»[34].
- 24 ноября 2009 года — «РТР-Планета Украина» вместе с молдавскими «СТС TV Dixi» и «ТНТ Bravo» начал спутниковое вещание со спутника «Thor 3» (0.8° з. д.)[35].
- 21 апреля 2010 года — НСТР Украины разрешил вещание телеканала[36].
- 1 июля 2010 года прекращено вещание телеканала в пакете спутникового оператора Viasat на территории Прибалтики[37].
- 21 августа 2010 года — вещание телеканала в Таджикистане возобновлено[38].
- 29 августа 2011 года началось вещание отдельной версии телеканала «РТР-Планета» для США и Канады (MSK −8 часов). Первые выпуски Вестей в 12:00 EDT провели Татьяна Ремезова и Андрей Кондрашов, а два вечерних выпуска в 20:00 и 23:00 EDT Анастасия Белая. Ранее в США транслировалась европейская версия телеканала, но с немного изменённой сеткой.
- 1 января 2013 года на основе версии телеканала для СНГ, компания «TV-Comunicaţii Grup» запустила в Молдавии телеканал «RTR Moldova»[39][40]. До этого в Молдавии ретранслировалась обычная версия телеканала с молдавской рекламой и слегка изменённой сеткой.
- 1 июня 2013 года началось вещание «РТР-Планеты» в Синдзюку Токио[41].
- 24 июля 2014 года — Национальный совет Украины по вопросам телевидения и радиовещания объявил, что содержание программ всех российских каналов «Первый канал» («Первый канал. Всемирная сеть»), «Россия-1» («РТР-Планета»), «НТВ» («НТВ Мир»), «ТНТ», «Пятый канал», «РЕН ТВ», «ТВ Центр» («TVCi»), «РБК», «Звезда», «RT», «Россия-24», «LifeNews» и других российских каналов не соответствует требованиям Европейской конвенции о транснациональном телевидении и ч. 1 ст. 42 закона Украины «О телевидении и радиовещании», тем самым запретив их трансляцию на всей территории Украины.
- В сентябре 2015 года телеканал включён в санкционный список Украины. Санкции предусматривали блокировку активов и приостановление выполнения экономических и финансовых обязательств со стороны Украины[42][43].
- С сентября 2015 года в Кыргызстане на «РТР-Планета» вместо российских региональных окон транслируется местная информационная программа «Вести-Бишкек»[44]
- 16 января 2017 года «РТР-Планета» перешёл на широкоформатное вещание (16:9).
- 25 февраля 2022 года телеканал «РТР-Планета» был запрещëн к трансляции в Эстонии решением Департамента защиты прав потребителей и технического надзора (TTJA)[45][46][47].
- 3 июня 2022 года телеканал полностью прекратил вещание на территории ЕС. Причиной закрытия стали санкции.

## Лицензионные дубли телеканала «РТР-Планета»
- «РТР-Планета — Европа» (запущена 1 июля 2002 года) с логотипом и межпрограммным оформлением «Planeta RTR» (МСК +0), транслируется реклама для Германии. Вещает в Европе, Африке и на Ближнем Востоке.
- «РТР-Планета — Азия» (запущена 23 января 2006 года) с логотипом и межпрограммным оформлением «Россия РТР» (МSК +3), без рекламы. Вещает в странах Азиатско-Тихоокеанского региона.
- «РТР-Планета — СНГ» (запущена 7 сентября 2007 года) с логотипом и межпрограммным оформлением «Россия РТР» (МSК +0), без рекламы. Вещает в СНГ.
- «РТР-Планета — США» (запущена 29 августа 2011 года) с логотипом и межпрограммным оформлением «Planeta RTR» (МSК −7), без рекламы. Вещает в Северной и Южной Америке.

### Телеканалы, которые являются партнёром телеканала «РТР-Планета»

#### СНГ и Прибалтика
В странах Балтии с 2 февраля 2009 по 2018 год вещала балтийская версия телеканала «РТР-Планета» с логотипом и межпрограммным оформлением «Россия РТР». Телеканал шведской компании NCP RUSSMEDIACOM создан на базе «РТР-Планета СНГ», вещал из Швеции.
В Литве вещание телеканала «РТР-Планета» в 2015 году было запрещено Литовской комиссией по радио и телевидению на три месяца на том основании, что этот канал в своих программах подстрекал к войне и розни, а также повторно нарушил закон об информировании общества. В связи с этим Европейская комиссия постановила, что Литва привела достаточно доказательств того, что в течение 12 месяцев до уведомления от 24 февраля 2015 года серьёзные и опасные нарушения запрета на подстрекательство к ненависти имели место дважды и продолжаются. В частности, она рассмотрела аргументы литовских властей, что содержание программ вещателя провоцировало рознь и воинственную обстановку, ссылаясь при этом на демонизацию и поиск «козлов отпущения» при освещении войны в Украине. Как сообщается, программы были направлены на порождение напряженности и насилия среди русских, русскоязычных украинцев и всего населения Украины. Некоторые сообщения также можно было рассматривать как провоцирующие напряжённость и насилие между русскими и украинцами, а также как направленные против государств ЕС и НАТО.
С 2018 года в странах Балтии ретранслировалась версия телеканала для СНГ с местной рекламой. В 2021 году телеканал прекратил вещание в Латвии, а в 2022 году и в Эстонии. С 3 июня 2022 года телеканал отключён от вещания на всей территории Европейского Союза.

## Программы
Собственное производство у телеканала ВГТРК, ретранслируются программы, фильмы и сериалы телеканалов ВГТРК:
- «Россия-1»:
  - «Вести» — информационная программа
  - «Вести. Местное время» — информационная программа Москвы и Московской области
  - «Вести-Санкт-Петербург» — информационная программа Санкт-Петербурга и Ленинградской области
  - «Вести недели» — информационно-аналитическая программа
  - «Вечер» / «Воскресный вечер» — ток-шоу
  - «О самом главном» — ток-шоу
  - «Сто к одному» — телеигра
  - «Утро России» — утренняя информационно-развлекательная программа
  - «Когда все дома» — семейно-развлекательная программа
  - «60 минут» — ток-шоу
  - «Малахов» — ток-шоу
  - «Утренняя почта» — музыкальная программа по заявкам телезрителей
  - «Прямой эфир» — ток-шоу
  - «Судьба человека» — ток-шоу
- «Россия-Культура»:
  - «Новости культуры» — информационная программа
  - «Чёрные дыры. Белые пятна» — научно-популярный альманах
  - «Романтика романса»
  - «2 Верник 2»
  - «Абсолютный слух»
  - «Линия жизни»
  - «Россия, любовь моя!»
  - «Пешком…»
  - «Правила жизни»
  - «Сати. Нескучная классика…»
  - «Пряничный домик»
  - «Власть факта»
  - «Искатели»
  - «Искусственный отбор»
- «Россия-24»:
  - Аналитическая инфографика (Мир в цифрах/Россия в цифрах)

### Архивные программы
- «Россия-1»:
  - «Вести. Дежурная часть» — информационная программа и правовая криминальная хроника (2002—2016)
  - «Вся Россия» — информационно-познавательный тележурнал (2002—2015)
  - «Городок с Ильёй Олейниковым и Юрием Стояновым» (2002—2012)
  - «Дежурный по стране» — информационно-развлекательная программа (2002—2019)
  - «Комната смеха» (2002—2011)
  - «Сам себе режиссёр» — программа любительских видеосъёмок (2002—2019)
  - «Вести-Москва» — информационная программа Москвы и Московской области (2002—2016)
  - «Специальный корреспондент» (2002—2017)
  - «Вести+» (2002—2013)
  - «Мой серебряный шар» (2003—2010)
  - «Кривое зеркало» — юмористическая программа, организованная Евгением Петросяном (2004—2013)
  - «Смехопанорама» — юмористическая программа (2004—2019)
  - «Смеяться разрешается» — юмористический концерт (2005—2020)
  - «Вести в субботу» — информационная программа (2008—2022)
  - «Поединок с Владимиром Соловьёвым» — ток-шоу (2010—2017)
  - «Вести в 23:00» — информационно-аналитическая программа (нерегулярно, 2013—2015)
  - «Вести.doc» с Ольгой Скабеевой (2015—2016)
  - «Кто против?» — ток-шоу (2019—2023)
  - «Наши» — ток-шоу (2023—2025)
- «Россия-2»:
  - «Вести-Спорт» — информационно-спортивная программа (заменена на программу «Большой спорт») (2002—2013)
  - «Сборная России» (2003—2008)
  - «Вести.ru» — информационная программа (заменена на программу «Большой спорт») (2010—2013)
  - «В мире животных» — программа о животных (2010—2015)
  - «Большой спорт» — информационно-спортивная программа (2013—2015)
- «Россия-Культура»:
  - «За семью печатями» (2002—2009)
  - «Культурная революция» (2002—2017)
  - «Пятое измерение» (2002—2020)
  - «Тем временем с Александром Архангельским» (2002—2020)
  - «Обыкновенный концерт с Эдуардом Эфировым» (2008—2021)
  - «Заметки натуралиста» (2009—2011)
  - «ACADEMIA» (2010—2014)
  - «Гении и злодеи» (2011—2017)
  - «Ближний круг» (2016—2020)
  - «Жизнь и судьба» — ток-шоу (2022—2024)
- «Карусель» (ранее «Бибигон»):
  - «В гостях у Деда-Краеведа» — познавательный сериал о регионах России (2010—2011)
  - «Говорим без ошибок» — программа о распространённых трудностях в русском языке (2010—2011)

## Критика
Обозреватель «Газеты.ru» Наталия Геворкян утверждает, что в начале сентября 2004 года, когда начался захват школы в Беслане, телеканалы CNN и BBC World в прямом эфире передавали «картинку» с места событий, а «РТР-Планета» показывал телепередачу на тему «Продажная любовь», тем самым дискредитируя себя как «канал, представляющий Россию за рубежом».
В августе 2017 года телеканал «РТР-Планета», наряду с федеральной «Россией-1», подверглись критике со стороны Литовской комиссии по радио и телевидению за разжигание войны и ненависти посредством ряда передач, выходящих на этих каналах. Литовские власти возмутились содержанием выпуска программы «Вечер с Владимиром Соловьёвым» от 31 мая 2017 года, в ходе которого лидер ЛДПР Владимир Жириновский предложил «выдвинуть ультиматум прибалтийским государствам, чтобы те отвели все войска НАТО на 300 километров от границ России», а если они этого не сделают, то — «принять определённые меры». В ответ на обвинения глава Дирекции международных отношений ВГТРК Пётр Фёдоров заявил, что все упрёки в адрес содержания таких программ являются несправедливыми, а мнения экспертов — свободное выражение людьми своей точки зрения.

## Распространение сигнала

### Через спутник
| Спутник (позиция)     | Частота | Поляризация    | Скорость | FEC | Зона приёма            | Кодировка |
| --------------------- | ------- | -------------- | -------- | --- | ---------------------- | --------- |
| AsiaSat 5 (100.5°E)   | 3840    | горизонтальная | 29720    | 5/6 | Азия                   | FTA       |
| Hot Bird 13C (13.0°E) | 11034   | вертикальная   | 27500    | 3/4 | Европа, Ближний Восток | FTA       |

### Через кабельные сети
Телеканал доступен в кабельных сетях в Австралии, Азербайджане, Аргентине, Армении, Болгарии, Венгрии, Германии, Грузии, Израиле, Казахстане, Кыргызстане, Латвии, Литве, Польше, Румынии, Северной Македонии, Сербии, США, Таджикистане, Узбекистане, Франции, Чехии, Эстонии и ЮАР.

### Через интернет
Вещание канала ведется также на сайте «РТР-Планеты» и посредством IPTV у некоторых провайдеров. На медиаплатформе «Смотрим» осуществляется трансляция всех четырех дублей канала.